# Brigitte Fontaine

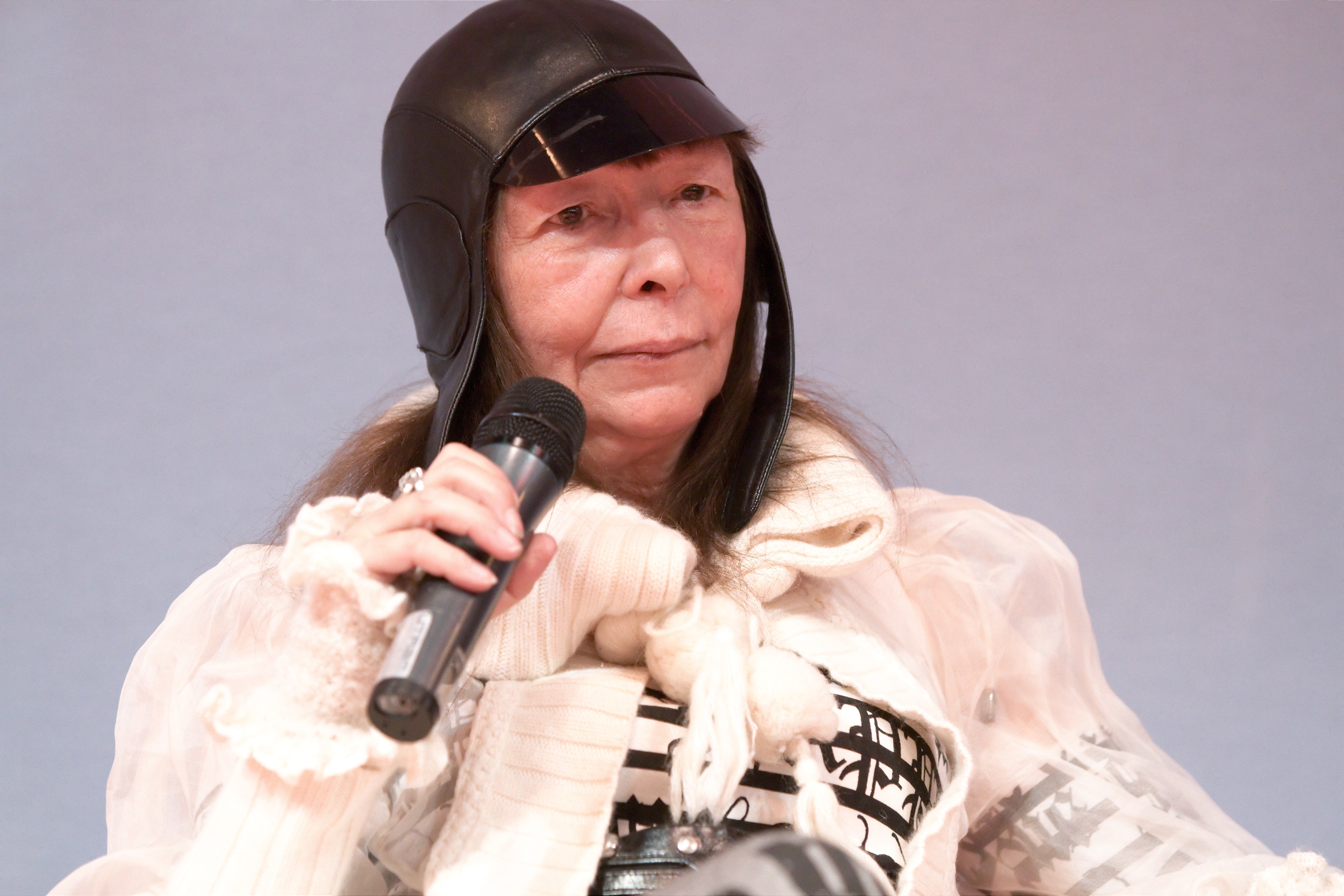
Brigitte Fontaine (2010)

Brigitte Fontaine (* 24. Juni 1939 in Morlaix) ist eine französische Sängerin, Schauspielerin und Schriftstellerin.
Sie ist eine ausgesprochen vielseitige Musikerin und hat im Verlauf ihrer Karriere in so unterschiedlichen Genres wie Chanson, Rock, Jazz, Folk, Electronica und World Music gearbeitet. Dabei hat sie mit zahlreichen prominenten Musikern dieser Genres kooperiert, u. a. Areski Belkacem, Jacques Higelin, Stereolab, Michel Colombier, Jean-Claude Vannier, dem Gotan Project, Sonic Youth, Antoine Duhamel, Grace Jones, Noir Désir, Archie Shepp und dem Art Ensemble of Chicago (Comme à la radio). Darüber hinaus veröffentlichte sie mehrere Romane, Gedichte und Theaterstücke.

## Biographie
Fontaine ist die Tochter eines Lehrerehepaars und verbrachte ihre Kindheit in dem kleinen Dorf Morlaix im bretonischen Département Finistère. Als Siebzehnjährige zog sie nach Paris, um Schauspielerin zu werden. Sie machte sich rasch einen Namen in der Pariser Theaterszene und trat beispielsweise im Theâtre de la Huchette in Eugène Ionescos Kahler Sängerin auf. Parallel dazu begann sie, als Sängerin zu arbeiten, und trat mit eigenen Liedern im Vorprogramm bekannter Chansonniers auf, u. a. Barbara und Georges Brassens. Mit Jacques Higelin und dem Schauspieler Rufus schrieb und spielte sie das erfolgreiche Theaterstück Maman j’ai peur (ou Est-ce que les veaux font des manières?), das zwei Spielzeiten in Paris erlebte.
1965 und 1968 veröffentlichte sie gemeinsam mit Jacques Higelin zwei Alben, auf denen sie Chansons von Boris Vian sangen. 1969 begann die bis heute andauernde Zusammenarbeit mit dem kabylischstämmigen Musiker Areski Belkacem (meist nur Areski genannt). Gemeinsam mit Areski und Higelin entwickelte und spielte sie die Musiktheater-Revue Niok am Petit Théâtre du Lucernaire. Stücke aus der folgenden Revue Comme à la radio, die auf Gedichten und lyrischer Prosa von Fontaine basierten, fanden Eingang in das gleichnamige Album, das gemeinsam mit dem Art Ensemble of Chicago und Areski aufgenommen wurde und als Brückenschlag zwischen Chanson und Jazz gilt. Der auf dieser LP enthaltene Chanson „Lettre à monsieur le chef de gare de La Tour de Carol“ wurde ein kleiner Radio-Hit – die LP erhielt den renommierten Grand Prix du Disque de la Chanson Française der Akademie Charles Cros und ist bis heute eine der populärsten Aufnahmen Fontaines.
In den folgenden Jahren experimentierte sie gemeinsam mit Areski in unterschiedlichen musikalischen Stilen wie Chanson, Jazz und afrikanischer Musik sowie mit theatralischen und lyrischen Texten. Die meisten ihrer LPs erschienen auf dem kleinen unabhängigen Label Saravah und fanden zur Zeit ihrer Veröffentlichung nur ein kleines Publikum, werden inzwischen aber zu den wichtigsten Veröffentlichungen des musikalischen Underground im Frankreich der 1960er und 1970er Jahre gezählt.
In den Achtzigern wurde es musikalisch ruhiger um Fontaine und Areski. Einzige Plattenveröffentlichungen in dieser Zeit waren die Single Les Filles d’aujourd’hui von 1984 und die LP French Corazon, die 1988 auf den Markt kam. Fontaine konzentrierte sich in dieser Zeit vor allem auf das Theater, veröffentlichte außerdem Romane und Kurzgeschichten. 1982 spielte sie mit Areski in dem von ihr verfassten Stück L’inconciliabule ou Acte II (Regie: Areski Belkacem), und 1985 brachte sie mit ihm das Theaterspektakel Made in France am Théâtre de Paris heraus. Erst im Jahr 1993 gelang ihr mit der Single Le Nougat ein kleines musikalisches Comeback. Sie profitierte vor allem davon, dass eine jüngere Generation von Musikern auf ihr Schaffen aufmerksam wurde und sie mit New Wave und Electronica in Berührung brachte. Das zeigte sich auf dem 1995 veröffentlichten Album Genre Humain, das u. a. von Étienne Daho koproduziert wurde, und für das sie 1996 ihren zweiten Grands Prix du disque de la Chanson Française sowie den Grand Prix national de la Chanson erhielt.

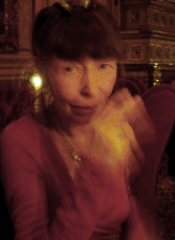
Brigitte Fontaine (2009)

Auch im angelsächsischen Raum wurde ihr Name nun bekannter – vor allem dank der Bezugnahme prominenter Alternative-Bands wie Sonic Youth, mit denen sie zwei Songs ihres Albums Kékéland (2001) aufnahm. Kékéland wurde vergoldet und markierte zusammen mit dem nachfolgenden Album Rue Saint Louis en l’île (2004) den kommerziellen Durchbruch Fontaines. Seither hat sie zahlreiche erfolgreiche Konzerte und Tourneen absolviert und an verschiedenen Musik- und Theaterprojekten mitgewirkt. Im Oktober 2006 gehörte Fontaine gemeinsam mit Jarvis Cocker, Badly Drawn Boy und anderen Künstlern zu einem Ensemble, das im Londoner Barbican Centre eine Theaterfassung von Serge Gainsbourgs Konzept-Album Histoire de Melody Nelson auf die Bühne brachte.
Ihr Album Prohibition (2009) enthält Kooperationen u. a. mit Grace Jones und Philippe Katerine, und auch auf L’un n’empêche pas l’autre (2011) arbeitete sie mit zahlreichen anderen Musikern zusammen (u. a. Arno, Areski Belkacem, Alain Souchon, Christophe, Bertrand Cantat, Richard Galliano, Jacques Higelin, Grace Jones und Emmanuelle Seigner).
2014 wurde Fontaine für ihr künstlerisches Schaffen mit dem Ordre des Arts et des Lettres ausgezeichnet.

## Diskografie

### Studioalben
| Jahr | Titel                      | Höchstplatzierung, Gesamtwochen, AuszeichnungChartplatzierungen (Jahr, Titel, Platzierungen, Wochen, Auszeichnungen, Anmerkungen) | Höchstplatzierung, Gesamtwochen, AuszeichnungChartplatzierungen (Jahr, Titel, Platzierungen, Wochen, Auszeichnungen, Anmerkungen) | Höchstplatzierung, Gesamtwochen, AuszeichnungChartplatzierungen (Jahr, Titel, Platzierungen, Wochen, Auszeichnungen, Anmerkungen) | Anmerkungen                                                                                   |
| Jahr | Titel                      | FR | BEW | CH | Anmerkungen                                                                                   |
| ---- | -------------------------- | --- | --- | --- | --------------------------------------------------------------------------------------------- |
| 2001 | Kékéland                   | FR10 Gold · (26 Wo.)FR | BEW49 (1 Wo.)BEW | — | mit u.A. Areski Belkacem, Sonic Youth, Noir Désir, Georges Moustaki, Ginger Ale, Archie Shepp |
| 2004 | Rue Saint Louis en l’île   | FR18 (11 Wo.)FR | BEW44 (3 Wo.)BEW | CH88 (1 Wo.)CH | mit u.A. Areski Belkacem, Gotan Project, Zebda                                                |
| 2006 | Libido                     | FR59 (9 Wo.)FR | — | — | mit Areski Belkacem und Jean-Claude Vannier                                                   |
| 2009 | Prohibition                | FR22 (13 Wo.)FR | BEW90 (1 Wo.)BEW | — | mit Areski Belkacem und Ivor Guest                                                            |
| 2011 | L’un n’empêche pas l’autre | FR38 (5 Wo.)FR | BEW57 (3 Wo.)BEW | — | mit Areski Belkacem und Ivor Guest                                                            |
| 2013 | J’ai l’honneur d’être      | FR32 (6 Wo.)FR | BEW143 (4 Wo.)BEW | — | mit Areski Belkacem und Jean-Claude Vannier                                                   |
| 2020 | Terre neuve                | FR44 (4 Wo.)FR | BEW76 (1 Wo.)BEW | — |                                                                                               |

Weitere Alben
- 1965: 12 chansons d’avant le déluge (mit Jacques Higelin)
- 1966: 15 chansons d’avant le déluge (mit Jacques Higelin)
- 1968: Brigitte Fontaine est ... folle! (mit Jean-Claude Vannier)
- 1969: Comme à la radio (mit the Art Ensemble of Chicago und Areski Belkacem)
- 1972: Brigitte Fontaine (mit Areski Belkacem)
- 1973: Je ne connais pas cet homme (mit Areski Belkacem)
- 1974: L’Incendie (mit Areski Belkacem)
- 1975: Le Bonheur (mit Areski Belkacem)
- 1977: Vous et nous (mit Areski Belkacem)
- 1979: Les églantines sont peut-être formidables (mit Areski Belkacem)
- 1988: French corazon (mit Areski Belkacem)
- 1995: Genre humain (mit Areski Belkacem und Etienne Daho)
- 1997: Les palaces (mit Areski Belkacem und Alain Bashung)

### Kompilationen
- 1999: Morceaux de choix

### Singles
| Jahr | Titel Album         | Höchstplatzierung, Gesamtwochen, AuszeichnungChartsChartplatzierungen (Jahr, Titel, Album, Platzierungen, Wochen, Auszeichnungen, Anmerkungen) | Anmerkungen                                                                            |
| Jahr | Titel Album         | FR | Anmerkungen                                                                            |
| ---- | ------------------- | --- | -------------------------------------------------------------------------------------- |
| 2001 | Y’a des zazous –    | FR50 (13 Wo.)FR | mit M                                                                                  |
| 2003 | L’hymne à l’amour – | FR50 (12 Wo.)FR | mit Aznavour, Boulay, Eicher, Biolay, Macias, Maurane, Foly, Mami, Leroy, Pagny & Badi |

## Bibliografie
- Chroniques du bonheur, Paris: éditions des femmes, 1975 ISBN 978-2721000316.
- Madelon : Alchimie et prêt-à-porter, Paris: Seghers, 1979 ISBN 978-2232115158.
- L'Inconciliabule, Paris: Tierce, 1980 ISBN 9782251444031.
- Paso doble, Paris: Flammarion, 1985 ISBN 978-2080649737.
- Nouvelles de l'exil, Paris: Flammarion, 1988 ISBN 978-2081200951.
- Genre humain, Saint-Cyr- sur-Loire: Christian Pirot, 1996 ISBN 978-2868081124.
- La Limonade bleue, Orléans: L'Écarlate, 1997 ISBN 978-2910142032.
- La Bête Curieuse, Paris: Flammarion, 2005 ISBN 978-2080688873.
- Attends-moi sous l'obélisque, Paris: Le Seuil-Archimbaud, 2006 ISBN 978-2-02-090228-1.
- Travellings, Paris: Flammarion, 2008 ISBN 978-2081205819.
- Rien suivi de Colère noire, Paris: Les Belles Lettres-Archimbaud, 2009 ISBN 978-2-251-44407-9.
- Contes de chats (mit Sempé), Paris: Les Belles Lettres-Archimbaud, 2009 ISBN 978-2251443553.
- Le bon peuple du sang, Paris: Flammarion, 2010 ISBN 9782081225909.
- Antonio, Paris: Les Belles Lettres-Archimbaud, 2011 ISBN 978-2251444017.
- Le bal des coquettes sales (mit Léïla Derradji), Paris: Les Belles Lettres-Archimbaud, 2011 ISBN 978-2-251-44400-0.
- Mot pour mot, Paris: Les Belles Lettres-Archambaud, 2011 ISBN 978-2251444024.
- Les Charmeurs de pierres, Paris: Flammarion, 2012 ISBN 978-2081270954.
- Portrait de l’artiste en déshabillé de soie, Arles: Actes Sud, 2012 ISBN 978-2-330-01269-4.
- Les hommes préfèrent les hommes, Paris: Flammarion, 2014 ISBN 978-2081254886.
- Un vitrail de plus, Paris: Riveneuve, 2015 ISBN 978-2360133017.

## Filmographie
- Les encerclés (Regie: Christian Gion), 1967
- À mort la mort! (Regie: Romain Goupil), 1999
- Absolument fabuleux (Regie: Gabriel Aghion), 2001
- Traitement de substitution n° 4 (Regie: Christian Chapiron), 2002
- Le grand soir (R: Gustave Kervern & Benoît Delépine), 2012[5]

## Ehrungen
- 1970 Grand Prix du disque de la Chanson Française der Académie Charles-Cros für Comme à la radio
- 1996 Grand Prix du disque de la Chanson Française der Académie Charles-Cros für Les Palaces
- 1996 Grand Prix National de la Chanson française des Ministeriums für Kultur und Kommunikation[1]
- 2001 Ehrenpreis der der Académie Charles-Cros für ihr Gesamtwerk[6]
- 2010 Grand Prix de l'Humour noir für Prohibition[7]
- 2011 Ehrenpreis der Chambre Syndicale De l'Edition Musicale[8]
- 2012 Médaille Grand vermeil de la Ville de Paris[7]
- 2014 Commandeur de l'Ordre des Arts et des Lettres
- 2017: Ritter der Ehrenlegion[9]

## Nachweise
1. 1 2  Brigitte Fontaine auf: rfimusique.com, abgerufen am 22. August 2015 (französisch, englisch (Memento des Originals vom 24. September 2015 im Internet Archive)  Info: Der Archivlink wurde automatisch eingesetzt und noch nicht geprüft. Bitte prüfe Original- und Archivlink gemäß Anleitung und entferne dann diesen Hinweis.).
2. ↑  Nomination dans l'ordre des Arts et des Lettres janvier 2014 (Memento des Originals vom 11. Juli 2015 im Internet Archive)  Info: Der Archivlink wurde automatisch eingesetzt und noch nicht geprüft. Bitte prüfe Original- und Archivlink gemäß Anleitung und entferne dann diesen Hinweis. auf: culturecommunication.gouv.fr, abgerufen am 22. August 2015 (französisch).
3. 1 2  Chartquellen: FR BEW CH
4. ↑  Auszeichnungen für Musikverkäufe: FR
5. ↑  Der Tag wird kommen auf: imdb.com, abgerufen am 22. August 2015.
6. ↑  Brigitte Fontaine (Memento vom 24. September 2015 im Internet Archive) auf: olympiahall.com, abgerufen am 22. August 2015 (französisch).
7. 1 2  Brigitte Fontaine… She is an Amazement… auf: lettredeparis.com, abgerufen am 22. August 2015 (englisch).
8. ↑  La CSDEM a remis ses prix de la création musicale auf: irma.asso.fr, abgerufen am 22. August 2015 (französisch).
9. ↑  Légifrance: Décret du 14 avril 2017 portant promotion et nomination. Abgerufen am 15. November 2021 (französisch).

| Personendaten    | Personendaten                                              |
| ---------------- | ---------------------------------------------------------- |
| NAME             | Fontaine, Brigitte                                         |
| KURZBESCHREIBUNG | französische Sängerin, Schauspielerin und Schriftstellerin |
| GEBURTSDATUM     | 24. Juni 1939                                              |
| GEBURTSORT       | Morlaix, Bretagne, Frankreich                              |